# Осень (картина Эллерта)
«Осень» — картина русского художника Николая Эллерта (1845—1901). Относится к позднему периоду творчества художника.

## Описание картины
На картине изображён густой заросший парк с едва просвечивающим голубым небом. Правую сторону картины занимает заросший пруд с опущенными в воду двумя стволами деревьев. На переднем плане высокий ствол дерева и молоденькое деревцо с пожелтелыми листьями. В правой стороне аллея теряется под сводом густых ветвей. В глубине аллеи видна удаляющаяся фигура. На переднем плане слева от аллеи лежит срубленный ствол дерева.
В 1894—1895 годах выставлялась на XIV периодической выставке Московского общества любителей художеств в здании Исторического музея. 
Была приобретена для музея Императорской Академии Художеств. 
Находилась в Хабаровском краевом музее Далькрайоно до 1931 года. 
Картина находится в Краевом государственном бюджетном учреждении культуры «Дальневосточный художественный музей».